# Idiops reshma
Espèce
Idiops reshma est une espèce d'araignées mygalomorphes de la famille des Idiopidae.

## Distribution
Cette espèce est endémique du Gujarat en Inde,. Elle se rencontre vers Saputara.

## Description
La femelle holotype mesure 14,48 mm.

## Étymologie
Cette espèce est nommée en l'honneur de Reshma Solanki.

## Publication originale
- Siliwal, Hippargi, Yadav & Kumar, 2020 : « Five new species of trap-door spiders (Araneae: Mygalomorphae: Idiopidae) from India. » Journal of Threatened Taxa, vol. 12, no 13, p. 16775-16794 (texte intégral).